# Live at H15 Studio
Live at H15 Studio ist ein Jazzalbum des Kresten Osgood Quintet. Die 2023 unter Live-Bedingungen im H15-Studio in Kopenhagen entstandenen Aufnahmen erschienen auf LP in limitierter Auflage sowie als Download am 7. Juni 2024 auf ILK Music.

## Hintergrund
Um die Live-Atmosphäre seiner Band einzufangen, organisierte der Schlagzeuger Kresten Osgood drei Mitternachtskonzerte im H15-Studio im Zentrum von Kopenhagen. Die Konzerte fanden an drei aufeinanderfolgenden Abenden während des Copenhagen Jazz Festival 2023 statt.
Osgood trat dort zusammen mit dem Trompeter Erik Kimestad, dem Saxophonisten Mads Egetoft, dem Pianisten Jeppe Zeeberg und dem Bassisten Matthias Petri auf. Die Musik des Albums besteht aus Kompositionen zeitgenössischer Jazzmusiker wie Kirk Knuffkes Marsch „Subway“ und Harry Pepls „The Halley's Comet Light Blue Blues“, Eigenkompositionen (wie Osgoods Ballade „Gilbert's Mood“) und einigen klassischen Jazzstandards sowie Elmo Hopes „Stars over Marrakech“.

## Titelliste
- Kresten Osgood Quintet: Love at Hq5 Studio (ILK 356 LP)[1]

1. Subway (Kirk Knuffke) 3:57
2. The Halleys Comet – Light Blue Blues (Harry Pepl) 3:43
3. Boa (Elmo Hope) 3:49
4. Gilbert's Mood (Kresten Osgood) 5:16
5. A Case of Emergency (Slide Hampton) 5:17
6. Blues for Muse (Clifford Jordan) 5:03
7. Bernie’s Climb (Kresten Osgood) 3:50
8. Long Shadows (Leo Mathisen) 5:23
9. Stars over Marrakech (Elmo Hope) 6:11
10. Happy Pretty (Bert Wilson) 6:24

## Rezeption

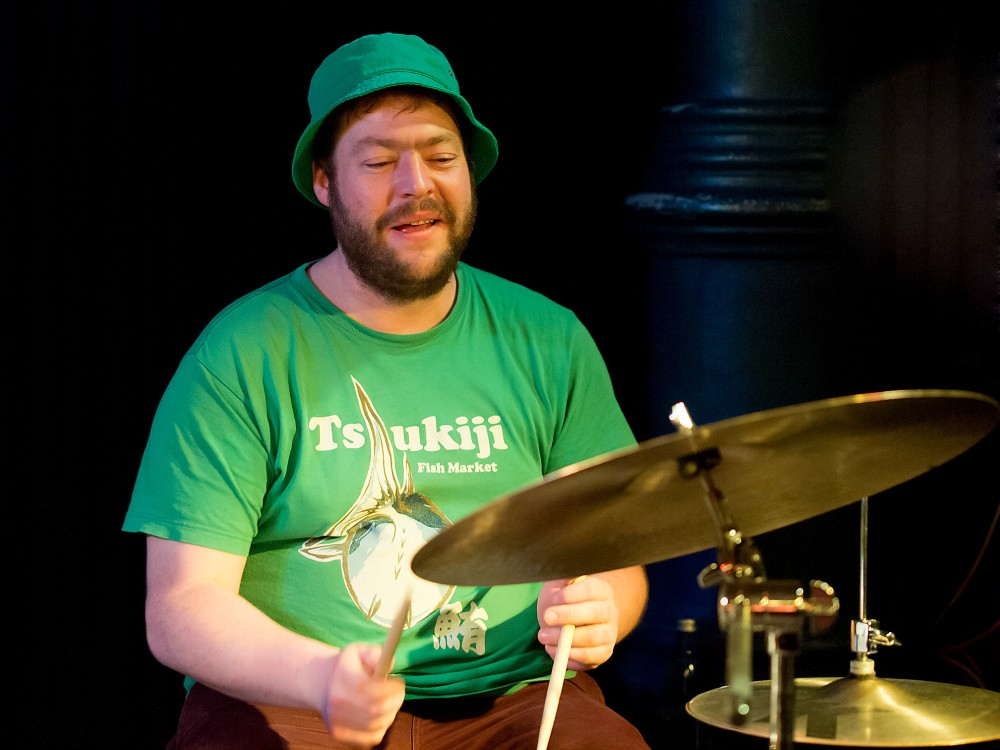
Kresten Osgood (2013)

Nach Ansicht von Mark Corroto, der das Album in All About Jazz rezensierte, gibt es tugendhafte Komponisten und Musiker, aber ihre technischen Fähigkeiten würden keine Handlung erzeugen, zu der man zurückkehren möchte. Diese Live-Aufnahme des Quintetts von Schlagzeuger Kresten Osgood zeichne sich sowohl durch Musikalität als auch durch eine mitreißende Handlung aus. Osgood habe ein Gespür für Publikumsmusik; Clifford Jordans „Blues for Muse“ biete Zeebergs klaviergeführte Tour durch die Jazz- und Blues-Geschichte des Instruments, und dieses Quintett würde eine fesselnde Geschichte erzählen, ein richtiges spannendes Album.
Dieses Kompendium von Tracks aus nächtlichen Feiern des Quintetts des dänischen Schlagzeugers Kresten Osgood sei das, was einer Party-Platte von engagierten kreativen Musikern am nächsten komme, meint Ken Waxman (JazzWord). Den Musikern gelinge es, eine Sammlung von Hard-Bop-Klassikern und einige weitere Stücke in Übungen zur freien Feier zu verwandeln. Auf dieser CD scheinen sie die Gelegenheit zu begrüßen, sich im übertragenen Sinne „die Seele baumeln zu lassen“ und die Feierlichkeiten am Laufen zu halten, während sie Melodien von Elmo Hope, Slide Hampton, Clifford Jordan und anderen spielten.